# هربرت آدامسکی
هربرت آدامسکی (آلمانی: Herbert Adamski؛ ۳۰ آوریل ۱۹۱۰ – ۱۱ اوت ۱۹۴۱) قایقران روئینگ اهل آلمان بود.
وی در مسابقات کشوری و بین‌المللی در مجموع برندهٔ ۲ مدال طلا، ۱ مدال نقره شده‌است.